# Stéphane Haar
Pour les articles homonymes, voir Haar.
Stéphane Haar, né le 6 décembre 1984 à Thionville (Moselle), est un militant associatif et charpentier français, président de la Jeunesse ouvrière chrétienne (JOC) de 2009 à 2012.
D’une mère formatrice et d’un père cheminot, il a grandi à Uckange en Moselle et vit désormais dans le Nord de la France.

## Parcours militant
Stéphane Haar découvre la Jeunesse ouvrière chrétienne (JOC) à l’âge de 12 ans par le biais de l’Action catholique des enfants. Trois ans plus tard, il se voit confier des responsabilités au sein de la fédération de la Vallée de la Fensch, dont il devient le président en 2001.
Élève au lycée Antoine de Saint-Saint-Exupéry, à Fameck, il obtient un baccalauréat ES en 2002. Les trois années suivantes, il prépare une licence de droit à l'université Paul-Verlaine - Metz. Il l’obtient en 2005 et devient la même année président de la région JOC de Lorraine.
Il poursuit ses études à l’université Bordeaux IV où il obtient en 2007 un master de droit et sciences politiques. Son mémoire s’intitule Le catholicisme social face au capitalisme. Néanmoins, malgré ses diplômes, il décide de devenir charpentier et obtient le CAP correspondant.
En 2007, il devient coordinateur des activités de la JOC en Picardie et Champagne-Ardenne pour une durée de deux ans. Le 1er juin 2009, l’assemblée générale de la JOC l’élit président national avec un mandat de 3 ans,,. Il succède à Inès Minin qui présidait l’association depuis 2005. 
À l'époque des émeutes consécutives à la mort de Nahel Merzouk, à la table ronde convoquée par le ministère de l'Intérieur, il affirme que la jeunesse n'est pas un risque, mais une chance, et préconise de s'attaquer aux problèmes de fond. À propos des allocations d'autonomie, il déclare en janvier 2011 que les jeunes ont plutôt besoin de travail et d'aide à la recherche d'emploi.
Le 20 mai 2012, Sarah Leclerc-Croci lui succède comme présidente nationale de la JOC. 
En septembre 2016, tout en restant ouvrier du bâtiment, il est nommé délégué diocésain à la Mission ouvrière du diocèse de Lille.